# مبادرة استكشاف الفضاء

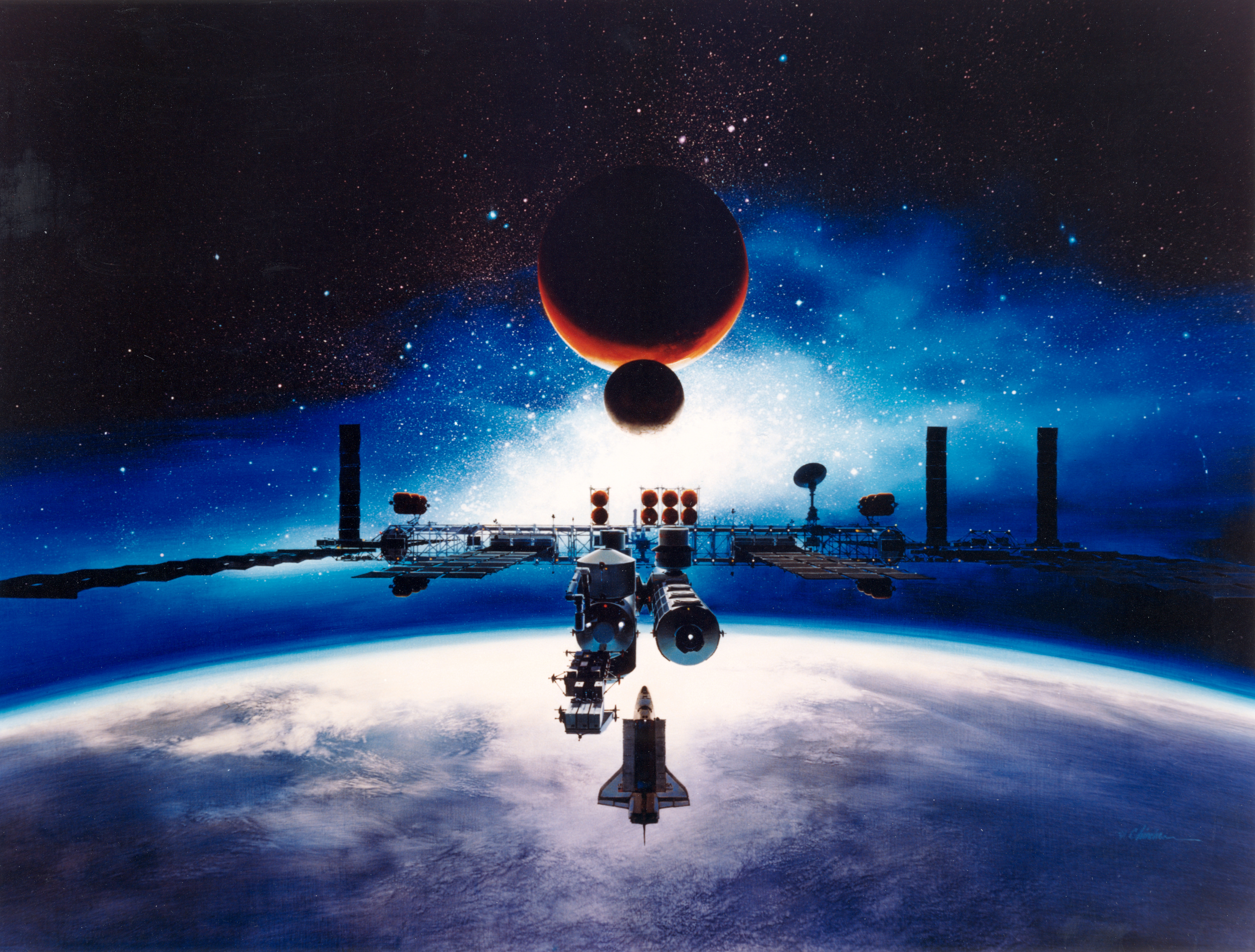

كانت مبادرة استكشاف الفضاء إحدى مبادرات إدارة جورج إتش. دبليو. بوش الفضائية، التي استمرت بين عامي 1989 و1993.
في 20 يوليو 1989، في الذكرى العشرين لهبوط مهمة أبولو 11 على سطح القمر، أعلن جورج بوش الأب - رئيس الولايات المتحدة آنذاك - عن خطط عُرفت فيما بعد باسم مبادرة استكشاف الفضاء (إس إي آي). في كلمة له على درجات المتحف الطيران والفضاء الوطني، وصف خططًا تدعو إلى بناء محطة فضائية تُدعى فريدوم، وإرسال البشر إلى القمر «للاستيطان» على سطحه وفي النهاية إرسال رواد فضاء لاستكشاف المريخ. لم يقترح خطةً تدوم لـ 10 سنوات على غرار تلك الخاصة ببرنامج أبولو، بل التزامًا مستمرًا طويل الأجل يعتمد على العناصر الثلاثة المذكورة أعلاه، الذي سيقود إلى «رحلة إلى الغد - رحلة إلى كوكب آخر - مهمة مأهولة إلى المريخ». أشار الرئيس إلى أن مصير البشرية هو الاستكشاف ومصير أمريكا هو قيادة ذلك. طلب من نائب الرئيس دان كويل تولي قيادة المجلس الوطني للفضاء لتحديد المطلوب لتنفيذ هذه المهام من ناحية الكلفة والقوى العاملة والتكنولوجيا.
كُلفت ناسا بتنفيذ المبادرة، لكن المبادرة لم تدم طويلًا في إدارة الرئيس المقبل بيل كلينتون.

## نظرة عامة
في أغسطس 1987، أصدرت لجنة برئاسة رائدة الفضاء السابقة الدكتورة سالي رايد تقريرًا بعنوان القيادة ومستقبل أمريكا في الفضاء. دعا «تقرير رايد» إلى بناء قاعدة قمرية دائمة بحلول عام 2010 والهبوط بطاقم على سطح المريخ في أوائل القرن الحادي والعشرين.
في 5 يناير 1988، وافق الرئيس رونالد ريغان على سياسة فضائية وطنية مُنقحة للولايات المتحدة، التي كانت سريةً آنذاك. في 11 فبراير، نُشر «ملخص للحقائق» حول السياسة. حددت السياسة ستة أهداف لأنشطة الفضاء الأمريكية، كان آخرها هو «توسيع الوجود والنشاط البشري إلى ما بعد مدار الأرض في النظام الشمسي».
من وجهة نظر ناسا، فإن الخطاب الذي ألقاه الرئيس بوش في 20 يوليو 1989 «قدم تحديدًا» لهدف تلك السياسة. بعد هذا الإعلان، بدأ مدير ناسا ريتشارد ترولي دراسة الخيارات المتاحة لتحقيق أهداف الرئيس، بقيادة مدير مركز جونسون للفضاء آرون كوهين. نشرت ناسا تقرير عن تلك الدراسة، يسمى «دراسة الـ 90 يومًا حول استكشاف الإنسان للقمر والمريخ» (أو ببساطة، «دراسة الـ 90 يومًا»)، في 20 نوفمبر 1989.

## عملية التطوير

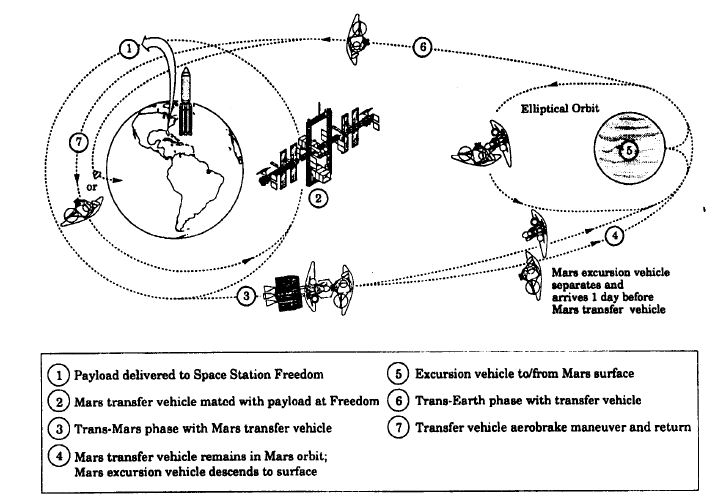
مهمة مرجعية لتصميم المريخ، دراسة لمدة 90 يومًا، الشكل 3-13، ملف تعريف مهمة المريخ، 1989، الصفحة 3-23

قدرت دراسة الـ 90 يومًا تكلفة إس إي آي طويلة الأجل بنحو 500 مليار دولار مُوزعةً على مدى 20 إلى 30 عامًا. وفقًا لستيف ديك، مؤرخ ناسا الرئيسي، وافقت الأكاديمية الوطنية للعلوم إلى حد كبير مع دراسة ناسا، لكن رد فعل البيت الأبيض والكونغرس كان هجوميًا، نتيجة التكلفة المهولة بشكل أساسي. على وجه الخصوص، انتقد أعضاء الكونجرس الديمقراطيون خطة بوش بشكل شبه فوري. صرح رئيس لجنة الميزانية، السناتور جيم ساسر، أن «الرئيس قفز قفزةً عملاقة في الخطاب السياسي المُنمق، لكنه لم يخطُ خطوةً صغيرةً حتى نحو المسؤولية المالية. الحقيقة المؤسفة هي أن هذه الإدارة لم تنظم أولوياتها الفضائية الخاصة بالعام المقبل، ناهيك عن القرن المقبل». كما عبر زميله آل غور، سناتور ولاية تينيسي، عن انتقاده لخطة بوش، قائلًا «باقتراحه العودة إلى القمر، بلا مال ولا جدول زمني ولا خطة، لا يقدم الرئيس بوش للبلاد تحديًا لإلهامنا، ولكن أحلام يقظة لتسليتنا لفترة وجيزة، أحلام يقظة مثيرة مثل أفلام جورج لوكاس، مع نفس القدر من الارتباط بالواقع». سعى الرئيس بوش إلى التعاون مع شركاء دوليين، ولكن البرنامج كان مكلفًا للغاية حتى بالنسبة للمساعي الدولية.
في أغسطس 1990، أنشأ نائب الرئيس كويل لجنةً استشارية، يُطلق عليها غالبًا اسم «لجنة أوغسطين»، أوصت بأن تركز ناسا على علوم الفضاء والأرض، واعتماد إستراتيجية «السفر حسب المبلغ المتوفر» في الاستكشاف البشري.

## نهاية المبادرة
في الأول من أبريل عام 1992، أصبح دان غولدن مديرًا لناسا، وخلال ولايته تم التخلي عن الاستكشاف البشري خارج مدار الأرض على المدى القريب، وطُبقت إستراتيجية «الأسرع والأفضل والأرخص» للاستكشاف العلمي الروبوتي لعلوم الفضاء.
عندما أصدر المجلس الوطني للعلوم والتكنولوجيا التابع للأبيض مراجعته لسياسة الفضاء الوطنية في سبتمبر 1996، لم يشمل على وجه التحديد أي ذكر لاستكشاف الإنسان للفضاء خارج مدار الأرض. في اليوم التالي، صرح الرئيس كلينتون أثناء حملة انتخابية له في إقليم الشمال الغربي الهادئ أن المهمات البشرية إلى المريخ ستكون باهظة الثمن وبدلًا من ذلك أكد التزام الولايات المتحدة بإطلاق سلسلة من المسابير الفضائية الأقل تكلفة، وبالتالي أزال الاستكشاف البشري من الأجندة الوطنية.